# Liraz Charhi
Liraz, née Liraz Charhi le 31 mai 1978, est une chanteuse et actrice israélienne. Elle est la nièce de la chanteuse Rita.

## Biographie
Liraz est née à Ramle, au sein d'une famille israélienne d'origine iranienne. Elle est engagée publiquement sur le soutien des femmes iraniennes et leur accès aux libertés fondamentales.

## Carrière artistique
Liraz Charhi a fait ses premiers artistiques à l'âge de 6 ans, et a commencé sa carrière par différents rôles d'enfants dans des spectacles du Théâtre national israélien Habima, en parallèle de ses études au sein de l'école d'arts Beit Zvi. Elle fait ses débuts à la télévision dans la série Ha-MasaIt, et joue son premier rôle au cinéma dans le film Au bout du monde à gauche, ce qui lui vaut une nomination pour les Ophir du cinéma.
Elle joue ensuite différents rôles dans la série Revivre, ou au cinéma dans Fair Game et Le Quatuor où elle joue aux côtés de Philip Seymour Hoffman.
En 2018, elle sort son premier album, Naz, puis en 2020 son second album, Zan. Elle fait participer des artistes israéliens et iraniens sur ce second album, parfois de manière anonyme,.
En 2020, elle joue le rôle de l'espionne israélienne Yael Kadosh dans la série Téhéran.

## Vie privée
Liraz Charhi a été mariée au compositeur israélien Ziv "Kojo" Cojocaru de 2004 à 2010. Après leur divorce, elle a épousé l'acteur Tom Avni en 2013. Le couple a deux enfants.

## Discographie
- Naz (2018)
- Zan (2020)
- Roya (2022)

## Filmographie
- 2010 : Fair Game
- 2012 : Le Quatuor
- 2020 : Téhéran